# Poudrière de Concarneau

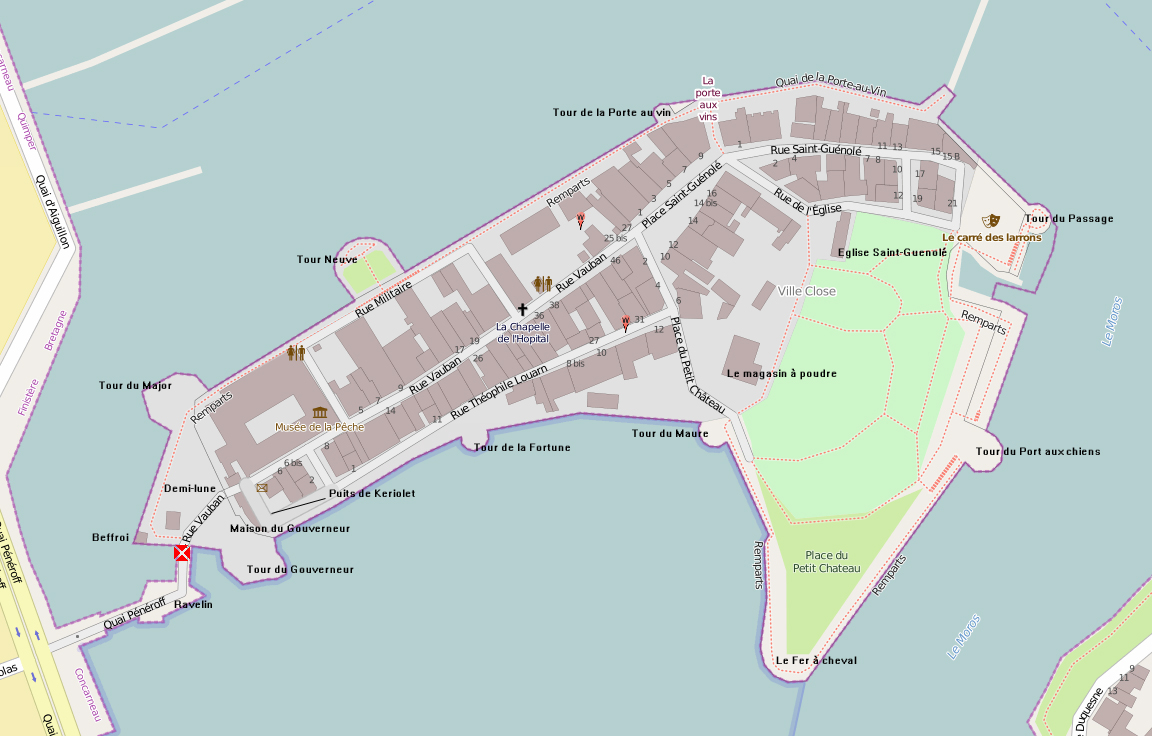
Carte de la ville close actuelle avec la localisation du magasin à poudre.

La poudrière de Concarneau est un édifice du XIXe siècle situé dans la ville close de Concarneau, dans le Finistère en région Bretagne.

## Histoire
Placé place du Petit-Château, au cœur de la fortification de la ville close, elle fut construite en 1835 pour pouvoir entreposer jusqu’à cinquante-trois tonneaux de poudre. Cette période correspond à la décision de renforcer les fortifications pour protéger le port en rehaussant le parapet et en ajoutant des casernes.
La poudrière avec son sol d'assiette et son mur d'enceinte sont inscrits au titre des monuments historiques par arrêté du 20 décembre 2019.

## Description
Le bâtiment présente la particularité d’être constitué de deux épais murs, mais également de deux planchers et de deux charpentes.
Afin d’éviter l’humidité qui détériore la poudre, les murs présentent de fines ouvertures à différents endroits pour ventiler un maximum avec l'adjonction de deux gouttières pour évacuer eau de pluie et condensation.